# R-type Zeppelin
Het R-type van Zeppelin werd eind 1915 ontwikkeld op vraag van Peter Strasser, de FdL (Führer der Lufschiffe) van de Duitse marine.  Dit type was veel groter (10 000 m³ meer) en sneller (103 km/h). De Duitse marine bestelde vijftien zeppelins (De L30, L31, L32, L33, L34, L35, L36, L37, L38, L39, L40, L41, L45, L47 en L50), en het leger drie (De LZ103, LZ113 en LZ120). De Engelsen gaven dit type de bijnaam Super-Zeppelin. Zij bouwden naar dit type de R33 en R34.

## Lijst van zeppelins van het R-type
- LZ 62 'L30'
- LZ 72 'L31'
- LZ 73 'LZ103'
- LZ 74 'L32'
- LZ 75 'L37'
- LZ 76 'L33'
- LZ 78 'L34'
- LZ 79 'L41'
- LZ 80 'L35'
- LZ 82 'L36'
- LZ 83 'LZ113'
- LZ 84 'L38'
- LZ 85 'L45'
- LZ 86 'L39'
- LZ 87 'L47'
- LZ 88 'L40'
- LZ 89 'L50'
- LZ 90 'LZ120'

A-type · B-type · C-type · D-type · E-type · F-type · G-type · H-type · I-type · J-type · K-type · L-type · M-type · N-type · O-type · P-type · Q-type · R-type · S-type · T-type · U-type · V-type · W-type · X-type · Y-type · 126-type · 127-type · 129-type